# János Forgách
János Forgách (zm. 1301) – arcybiskup Kalocsy od 1278, wcześniej biskup Csanád.